# William F. Gannon
William F. Gannon (Cambridge, 31 de marzo de 1859-Filadelfia, 30 de octubre de 1916) fue un sacerdote católico y jesuita estadounidense que fue presidente del Boston College de 1903 a 1907. Ingresó a la Compañía de Jesús en 1876 y estudió en Woodstock College. Antes de convertirse en presidente del Boston College, enseñó en las escuelas jesuitas, incluido el College of the Holy Cross, la Universidad de San Pedro, la Universidad de Fordham y la Universidad de Georgetown. Después de su presidencia, se dedicó al trabajo pastoral en la ciudad de Nueva York y Filadelfia.

## Primeros años de vida
Gannon nació el 31 de marzo de 1859 en Cambridge, Massachusetts. Estudió en Boston College High School e ingresó a la Compañía de Jesús el 5 de agosto de 1876, procediendo al noviciado jesuita en Frederick, Maryland. Después de dos años como novicio y dos años en sus estudios clásicos, fue a Woodstock College para estudiar filosofía.

## Formación jesuita
De 1883 a 1885, Gannon enseñó en el College of the Holy Cross en Worcester, Massachusetts. Luego enseñó durante dos años en la Universidad de San Pedro en Jersey City, Nueva Jersey, y durante un año en St. John's College en Nueva York (más tarde rebautizado como la Universidad de Fordham). Las materias que Gannon enseñó en Holy Cross y Fordham fueron matemáticas y francés. En 1888, Gannon regresó a Woodstock College para sus estudios teológicos y fue ordenado sacerdote en junio de 1891.
En 1892, Gannon regresó al Colegio de la Santa Cruz como prefecto de disciplina. Al año siguiente, fue a Maison St-Joseph, el noviciado jesuita en el barrio de Sault-au-Récollet de Montreal, Canadá, donde completó su tercer grado. Durante un año, en 1894, Gannon fue prefecto de disciplina en la Universidad de Georgetown en Washington D. C..
De 1895 a 1896, Gannon enseñó francés en St. Francis Xavier College en la ciudad de Nueva York (más tarde conocido como Xavier High School), donde profesó su cuarto voto el 15 de agosto de 1896. En 1897, enseñó en Saint Peter's College en Nueva Jersey y fue prefecto de estudios para el año académico de 1898 a 1899. Luego pasó los siguientes cuatro años trabajando en la banda de la misión jesuita. Durante este tiempo, desarrolló una reputación como un predicador hábil.

## Boston College
El 30 de julio de 1903, Gannon sucedió a W. G. Read Mullan como presidente del Boston College. Durante su presidencia, Gannon también fue pastor de la Iglesia de la Inmaculada Concepción en el South End de Boston. Se otorgaron diplomas a los graduados de Boston College High School por primera vez en 1904. Gannon buscó expandir los programas deportivos de la universidad y se restableció su equipo de béisbol intramuros, pero la falta de un gimnasio y un campo deportivo adecuado obstaculizó la expansión.
Boston College era la universidad y escuela secundaria jesuita más grande de los Estados Unidos en 1900, pero la inscripción comenzó a disminuir en esta época, alcanzando un mínimo de 335 estudiantes combinados en 1904. Varios estudiantes de St. Thomas Aquinas College en Cambridge, Massachusetts, se trasladaron a Boston College cuando esa escuela cerró en 1905. Gannon fue sucedido como presidente de Boston College por Thomas I. Gasson el 6 de enero de 1907.

## Años posteriores
De 1907 a 1908, Gannon se dedicó al trabajo pastoral en la Iglesia de San Ignacio de Loyola en Manhattan, Nueva York. Luego fue a la Iglesia de San Luis Gonzaga en Washington D. C. y regresó a la Iglesia de San Ignacio de Loyola en 1913. En el verano de 1914, Gannon comenzó a trabajar en la Iglesia de Jesús en Filadelfia, Pensilvania, como confesor y director de la sodalidad de hombres casados. Había planeado reorganizar la sodalidad para ponerla de acuerdo con las reglas para las sodalidades prescritas en 1910 por el superior general jesuita, Franz Xavier Wernz, principalmente para compilar una lista de miembros, pero no vivió para implementarlas. En agosto de 1916, se convirtió en el director de la Sociedad Mayor del Santo Nombre de la iglesia.
El 30 de octubre de 1916, Gannon sufrió un derrame cerebral y murió en Filadelfia. El 1 de noviembre se celebró su funeral en la capilla del Colegio de San José. Seis meses después de su muerte, los consultores de la sodalidad de hombres casados completaron una lista de miembros, que ascendía a 222, y volvieron a consagrarlos.

### Citas
1. 1 2  Mendizàbal, 1972, p. 254
2. 1 2 3  Woodstock Letters, 1917, p. 229
3. 1 2 3 4  Donovan, Dunigan y FitzGerald, 1990, p. 111
4. 1 2 3 4 5 6 7  Woodstock Letters, 1917, p. 230
5. ↑  «History of the Jesuits in English Canada». Jesuits of Canada. Jesuit Province of Canada. Archivado desde el original el 2 de abril de 2023. Consultado el 10 de mayo de 2023.
6. 1 2  Donovan, Dunigan y FitzGerald, 1990, p. 110
7. ↑  Lapomarda, 1977, p. 211
8. ↑  Donovan, Dunigan y FitzGerald, 1990, pp. 110–111
9. 1 2  Woodstock Letters, 1919, p. 46
10. ↑  Woodstock Letters, 1917, p. 231